# 白崖遗址
白崖遗址，位于中国青海省互助县南门峡乡祁家庄村，为青海省市县级文物保护单位，公布日期为1983年10月12日，类型为古遗址。
白崖遗址的历史年代为青铜时代、唐汪式。